# Дальня Поляна (Ленінградська область)
Дальня Поляна (рос. Дальняя Поляна) — присілок у Кінгісеппському районі Ленінградської області Російської Федерації.
Населення становить 3 особи. Належить до муніципального утворення Кузьомкінське сільське поселення.

## Історія
Згідно із законом від 28 жовтня 2004 року № 81-оз належить до муніципального утворення Кузьомкінське сільське поселення.

## Населення
| 2007 | 2010 | 2017 |
| ---- | ---- | ---- |
| 1    | →1   | ↗3   |